# 那屋瓦
那屋瓦（排灣語：Nanguaq，全名為那屋瓦文化有限公司）是臺灣音樂公司。是2015年由排灣族歌手阿爆/阿仍仍為發掘台灣原住民音樂人而成立，那屋瓦取自排灣族語Nanguaq之意（美好的）。

## 發表單曲
- 〈Born To Be 天生的〉，R.fu、阿爆、那屋瓦少女隊（Makav真愛、Kivi、Dremedreman曾妮）

## 發行專輯
- 《žž》（2020年個輯，歌手žž瑋琪）[3]
- 《N1：那屋瓦一號作品》（2021年合輯，歌手有Natsuko 夏子、Arase 阿拉斯、Dremedreman 曾妮、Stingie 丁繼、Drangadrang 薛薛、Makav 真愛、kivi）[4]
- 《N2：那屋瓦二號作品》（2024年合輯，歌手有HengJones大亨、Ponay、Mulupas佳穎、R.fu、Naa'u娜塢、鬧張派）

、鬧張派）
- 《寶藏Treasure》（2024年個輯，歌手Makav 真愛）
- 《全村的希望》（2024年個輯，歌手Dremedreman 曾妮）
- 《AKA》（2024年個輯，歌手Arase 阿拉斯）

## 參與活動
- 2024年巴黎文化奧運台灣館演出[5]
- 2025年全國原住民運動會開幕表演、原住民嘉年華
- 2025年夏季世界壯年運動會開幕表演[6]
- 2025年史瓦帝尼灌木之火音樂節[7]
- 2025年美國紐約夏日音樂節-台灣之夜

## 資料來源
1. ↑  那屋瓦文化有限公司，公司網
2. ↑  那屋瓦文化有限公司，新創圓夢網
3. ↑  žž瑋琪《žž》專輯
4. ↑  《N1：那屋瓦一號作品》專輯
5. ↑  「盡力去做喜歡的事！」那屋瓦少女隊唱給世界聽的故事，台灣世界展望會
6. ↑  雙北世壯運17日開幕 阿爆與子弟兵合體開唱，中央社，2025-5-16
7. ↑  台灣第一人！　阿爆「受邀非洲開唱」登國際級音樂節舞台，東森新聞雲，2025年06月3日

## 外部連結
- 那屋瓦的Facebook專頁
- 那屋瓦的Instagram帳戶
- 那屋瓦Nanguaq（YouTube）